# طارق جبان
طارق جبان (عربی: طارق جبان؛ زادهٔ ۱۱ دسامبر ۱۹۷۵) یک ورزشکار اهل سوریه است.
از باشگاه‌هایی که در آن بازی کرده‌است می‌توان به الجیش سوریه، باشگاه فوتبال پرسپولیس تهران، و تیم ملی فوتبال سوریه اشاره کرد.
وی همچنین در تیم ملی فوتبال سوریه بازی کرده است.